# Džiičiró Date
Džiičiró Date (japonsky 伊達 治一郎; * 6. ledna 1952 Saiki, Japonsko – 20. února 2018 Čófu) byl japonský zápasník. Na mezinárodní úrovni se věnoval oběma stylům.
V roce 1972 na olympijských hrách v Mnichově zápasil v řecko-římském stylu a v kategorii do 74 kg vypadl ve třetím kole. V roce 1976 na hrách v Montréalu nastoupil ve volném stylu a ve stejné váhové kategorii vybojoval zlatou medaili. V roce 1975 vybojoval ve volném stylu bronzovou medaili na mistrovství světa a v roce 1973 ovládl Světový pohár.